# Wyłączenie pracownika organu administracji publicznej
Wyłączenie pracownika organu administracji publicznej może nastąpić z mocy samego prawa (ex lege), jak i może dokonać go przełożony pracownika na jego wniosek, wniosek strony lub z urzędu. Wskazuje się w literaturze, że instytucja wyłączenia pracownika przyczynia się do realizacji zasad postępowania administracyjnego: prawdy obiektywnej oraz pogłębiania zaufania obywateli do organów Państwa.
Zgodnie z orzecznictwem Naczelnego Sądu Administracyjnego przyczyny wyłączenia pracownika dotyczą też osoby, która piastuje funkcję organu administracji publicznej (kierownika organu).

## Wyłączenie z mocy prawa
Pracownik podlega wyłączeniu od udziału w postępowaniu w sprawie,
1. w której jest stroną albo pozostaje z jedną ze stron w takim stosunku prawnym, że wynik sprawy może mieć wpływ na jego prawa lub obowiązki,
2. swego małżonka oraz krewnych i powinowatych do drugiego stopnia[3],
3. osoby związanej z nim z tytułu przysposobienia, opieki lub kurateli[3],
4. w której był świadkiem lub biegłym albo był lub jest przedstawicielem jednej ze stron, albo w której przedstawicielem jest jego małżonek, krewny lub powinowaty do drugiego stopnia, osoba związana z nim z tytułu przysposobienia, opieki lub kurateli,
5. w której brał udział  w wydaniu zaskarżonej decyzji (Zgodnie z wyrokiem TK z dnia 15.12.2008 r. (Dz.U. z 2008 r. nr 229, poz. 1539), w zakresie w jakim nie wyłącza członka samorządowego kolegium odwoławczego z postępowania z wniosku o ponowne rozpatrzenie sprawy, gdy członek ten brał udział w wydaniu zaskarżonej decyzji, jest niezgodny z art. 2 w związku z art. 78 Konstytucji RP. Utrata mocy w tym zakresie nastąpiła 29.12.2008 r.),
6. z powodu której wszczęto przeciw niemu dochodzenie służbowe, postępowanie dyscyplinarne lub karne,
7. w której jedną ze stron jest osoba pozostająca wobec niego w nadrzędności służbowej.

## Wyłączenie na żądanie lub z urzędu
Jeżeli zostanie uprawdopodobnione istnienie innych okoliczności, które mogą wywołać wątpliwość co do bezstronności pracownika, bezpośredni przełożony na jego żądania, żądanie ze strony albo z urzędu wyłączy go od udziału w postępowaniu. W takiej sytuacji wyłączenie pracownika albo odmowa wyłączenia pracownika wymaga formy postanowienia, na które jednak nie przysługuje zażalenie.

## Skutek wyłączenia
Zgodnie z Kodeksem postępowania administracyjnego, wyłączony pracownik powinien podejmować tylko czynności nie cierpiące zwłoki ze względu na interes społeczny lub ważny interes stron. Jeżeli decyzja została wydana przez pracownika, który podlegał wyłączeniu, jest to przesłanka wznowienia postępowania administracyjnego.